# En Davy
Pour les articles homonymes, voir Davy et David.
En Davy, de son vrai nom Enry David, née le 28 janvier 1948 et morte le 19 décembre 2019, est une chanteuse d'origine philippine.

## Biographie
Enry David rencontre son futur mari Horst Fascher lorsqu'il vient au Vietnam en 1967 avec son ami Tony Sheridan pour fournir une aide musicale aux soldats américains. Ils ont un fils, David Fascher.
Avec sa sœur Myrna David (née le 18 juillet 1941) elle publie en 1970 sous le nom de Enry & Myrna et avec sa sœur July David (née le 7 février 1952) de 1972 à 1975 sous le nom de Big Secret.
De 1970 à 1972, elle chante avec Myrna au sein de Les Humphries singers et en juillet 1972 au sein de Family Tree. Enry David chante de 1991 à 1993 avec Les Humphries Singers.
Enry David publie en solo sous le nom En Davy en 1974 chez Telefunken la chanson You Set My Heart on Fire qui est présente en Suède pendant deux semaines dans le Top 20, elle atteint la 13e place la deuxième semaine. La reprise par Tina Charles a plus de succès.

## Discographie
Enry & Myrna
- 1970 : Si,Si,Si Senorita / Your Time, My Time (BASF)

Big Secret
- 1972 : Samson and Delilah / O.K. Allright (Finger Records / Ariola / Pink Elephant / Pink Elephant)
- 1973 : King Kong / It's on My Mind (Finger Records / Riviera (FR) / RCA) (Espagne, face B en espagnol Lo Tengo En Mente)
- 1974 : Ride Captain Ride / Desert Train (Finger Records / Sugar Plum) (Pays-Bas : face B en néerlandais King Kong)

Solo
- 1974 : You Set My Heart on Fire / The Photograph (Face A en Espagne Tu enciendes mi corazon)
- 1976 : Okay I Am K.O. / Going Going Gone (Telefunken ; Face A en Espagne Estoy k. o.)

## Source de la traduction
- (de) Cet article est partiellement ou en totalité issu de l’article de Wikipédia en allemand intitulé « En Davy » (voir la liste des auteurs).